# Anaspis karafutona
Anaspis karafutona es una especie de coleóptero de la familia Scraptiidae.

## Distribución geográfica
Habita en Sajalín (Asia).